# تد ینسن
تد ینسن (انگلیسی: Ted Jensen؛ زادهٔ ) یک موسیقی‌دان است.